# 대한민국 제21대 대통령 선거 울산광역시
이 문서는 대한민국 제21대 대통령 선거의 울산광역시 지역 개표 결과이다.

## 개표 결과

### 중구
|  | 50.92% |

|  | 39.89% |

|  | 7.94% |

|  | 1.11% |

|  | 0.12% |

### 남구
|  | 50.91% |

|  | 38.89% |

|  | 9.04% |

|  | 1.04% |

|  | 0.10% |

### 동구
|  | 48.02% |

|  | 42.10% |

|  | 8.06% |

|  | 1.67% |

|  | 0.12% |

### 북구
|  | 48.63% |

|  | 40.63% |

|  | 9.01% |

|  | 1.59% |

|  | 0.12% |

### 울주군
|  | 49.93% |

|  | 40.74% |

|  | 8.11% |

|  | 1.07% |

|  | 0.13% |

## 전체 결과
|  | 47.57% |

|  | 42.54% |

|  | 8.51% |

|  | 1.25% |

|  | 0.12% |

국민의힘 김문수 후보가 47.57%의 득표율을 기록하면서 울산광역시에서 승리했다. 당초 출구조사 결과 김문수 후보는 울산광역시에서 이재명 후보에게 패배하는 것으로 예측되었지만 실제 개표 결과는 이를 뒤집는 결과를 얻게 되었다. 이로써 지난 대선에 이어서 국민의힘은 울산광역시에서 대선 승리를 이어나가게 되었다. 다만 김문수 후보는 영남 지역 중 유일하게 울산광역시에서 과반 달성에 실패하는 결과를 얻게 되었다.
더불어민주당 이재명 후보는 42.54%의 득표율을 기록하면서 2위를 차지했다. 이재명 후보는 울산광역시에서 승리를 가져오지는 못했으나 지난 대선 당시와 비교하여 2%p 가량 증가한 득표율을 기록하였으며 영남권 최고 득표율을 기록하였다.
개혁신당 이준석 후보는 8.51%의 득표율로 3위를 차지했다. 이준석 후보는 영남에서 가장 높은 득표율을 울산에서 기록하였다.

### 주요 후보 결과
| 지역   | 이재명 | 이재명 | 김문수  | 김문수 | 이준석 | 이준석 |
| 지역   | 득표수 | 득표율 | 득표수  | 득표율 | 득표수 | 득표율 |
| ------ | ------ | ------ | ------- | ------ | ------ | ------ |
| 중구   | 56,743 | 39.89% | 72,445  | 50.92% | 11,302 | 7.94%  |
| 남구   | 81,512 | 38.89% | 106,707 | 50.91% | 18,960 | 9.04%  |
| 동구   | 47,822 | 48.02% | 41,934  | 42.10% | 8,034  | 8.06%  |
| 북구   | 69,055 | 48.63% | 57,703  | 40.63% | 12,795 | 9.01%  |
| 울주군 | 60,688 | 40.74% | 74,391  | 49.93% | 12,086 | 8.11%  |

국민의힘 김문수 후보가 중구, 남구, 울주군에서 승리를 거두었다. 김문수 후보는 중구와 남구에서는 과반이 넘는 득표율을 기록하였다.
더불어민주당 이재명 후보는 민주진보진영의 지지율이 높은 동구와 북구에서 승리했다. 이재명 후보는 두 지역에서 48%의 득표율을 기록하면서 타 지역 대비 선전하였으며 지난 대선에서 패배했던 동구를 탈환하였다.
개혁신당 이준석 후보는 중구를 제외한 나머지 지역에서 8% 이상의 득표율을 기록했으며 남구와 북구에서는 9%대 득표율을 올리면서 상대적으로 선전했다.

## 같이 보기
- 대한민국 제21대 대통령 선거